# Wiel van Bassa
Het Wiel van Bassa (ook bekend als Schoonrewoerdse Wiel of Kruidhofwiel) is een kolk van 13 hectare groot en daarmee het grootste doorbraakwiel van Nederland. Het ligt aan de westzijde van de Diefdijk, op ongeveer een kilometer ten oosten van Schoonrewoerd.
Het wiel is ontstaan in 1573 bij een doorbraak van de Diefdijk. De dijk kruist ter plaatse de zandige stroomrug van een fossiele rivier waardoor dit eeuwenlang een zwakke plek was. De kolk is tot circa acht meter diep. Op een dik pakket van uit het wiel overgeslagen zandige grond bevinden zich boomgaarden, hooilanden en een aantal boerenerven. Het overgrote deel van het wiel en de omliggende gronden is eigendom van het Zuid-Hollands Landschap, meest uitgegeven in erfpacht. Er staan bij het wiel twee erkende monumenten; het Dordtse Huis en boerderij De Kruithof.
Door het gebied loopt de Groene Kikkerroute, deze gemarkeerde wandelroute is ongeveer 2,5 kilometer lang.